# 沙地雀麦
沙地雀麦（学名：Bromus ircutensis）为禾本科雀麦属下的一个种。

## 扩展阅读
- 維基物種上的相關：沙地雀麦